# Mlječanica (Kozarska Dubica)
Pour les articles homonymes, voir Mlječanica.
Mlječanica (en serbe cyrillique : Мљечаница) est un village de Bosnie-Herzégovine. Il est situé dans la municipalité de Kozarska Dubica et dans la république serbe de Bosnie. Selon les premiers résultats du recensement bosnien de 2013, il compte 166 habitants.

## Géographie

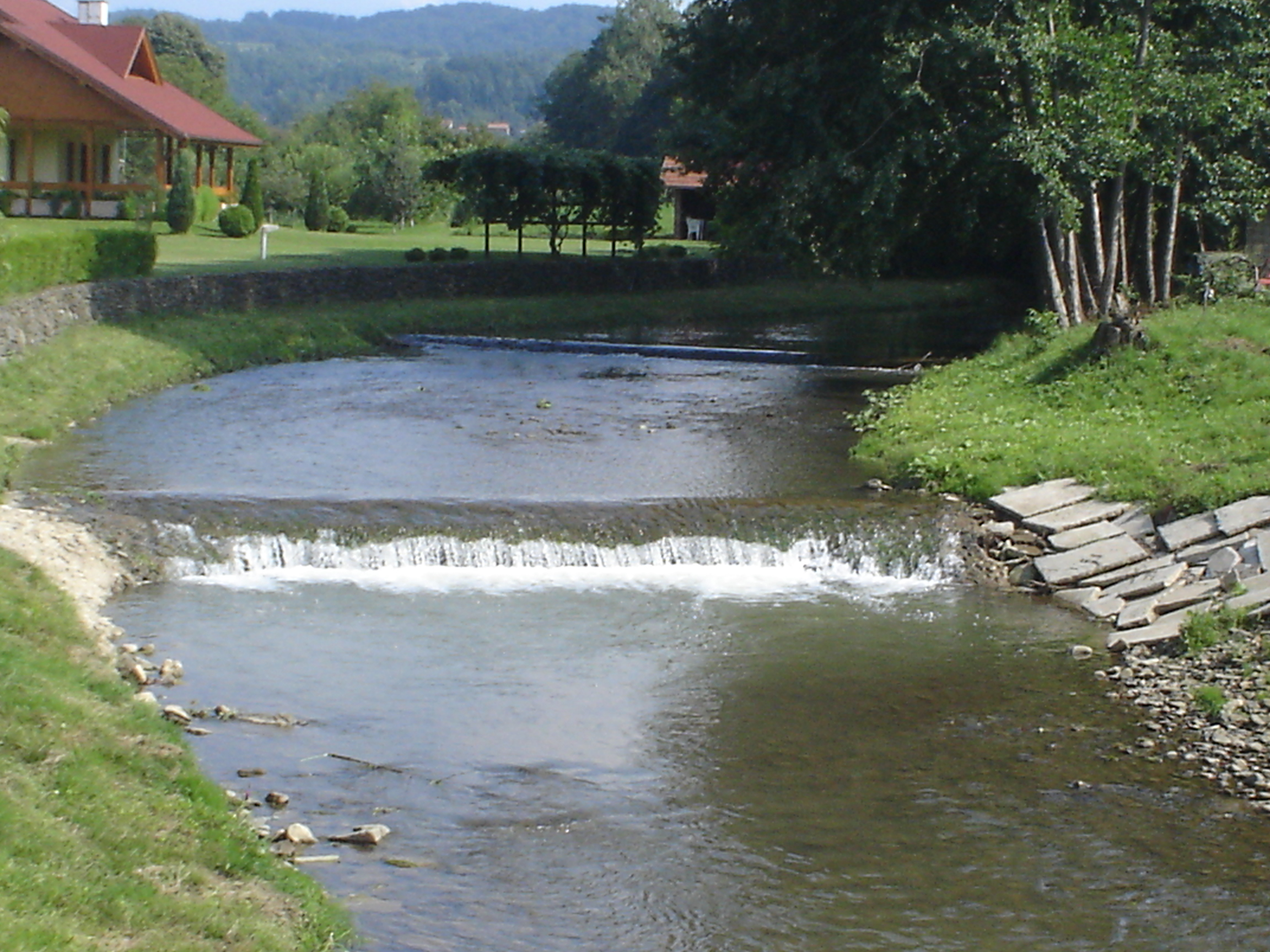
La rivière Mlječanica

## Démographie

### Évolution historique de la population dans la localité
| 1948 | 1953 | 1961 | 1971 | 1981 | 1991 | 2013 |
| ---- | ---- | ---- | ---- | ---- | ---- | ---- |
| 561  | 334  | 408  | 395  | 345  | 261, | 166  |

|  |